# Joan Viñas i Bona
Joan Viñas i Bona (Girona, 21 de gener de 1918 - Barcelona, 30 de gener de 2002) fou un mestre, diputat, locutor de ràdio i presentador de televisió, recordat sobretot per la Campanya Benèfica de RNE i els programes infantils de les dècades dels 1950, 1960 i 1970.

## Biografia
Va estudiar magisteri a l'Escola Normal de Girona. Va ser un esportista que va ser campió de Catalunya en els 4x400 en relleus amb el Geieg. Des de ben petit declamava poesia i va debutar com a locutor radiofònic a Ràdio Girona l'any 1940. Va guanyar les oposicions a locutor a RNE a Madrid l'any 1943. Dos anys més tard es va traslladar a la Ciutat Comtal per organitzar la posada en marxa de l'emissora a Barcelona, que va iniciar les transmissions el 6 de juny de 1949, on fou un dels pioners de la ràdio en directe durant el franquisme. Era el sotsdirector de l'emissora i el cap de programes. Havia organitzat i dirigit un curs de formació de locutors per integrar la plantilla de la nova emissora que va seleccionar Jordi Arandes, Maria Victòria Lucio, Eduardo Berraondo i Maria Esther Jaumot.
Posteriorment, sota el seu mestratge també es van incorporar a RNE Federico Gallo i Lluis Pruneda. Va donar suport al teatre radiofònic que dirigia el seu amic i company Juan Manuel Soriano, va promoure el projecte d'un programa radiofònic Fantasia, dirigit i presentat Jorge Arandes i Federico Gallo, va impulsar les retransmissions esportives que va començar a realitzar amb en Miguel Ángel Valdivieso, i va crear, dirigir i presentar, junt l'actor Emilio Fàbregas (senyor Dalmau), la famosa Campanya Benèfica que va estar en antena fes de 1947 fins al 1974 i que li va donar molta popularitat, sobretot a la dècada del 50 i 60. També s'encarregava de la retransmissió en directe de tota classe d'esdeveniments, tant religiosos com esportius o moda. Va ser molt celebrada la seva una de les seves primeres retransmissions esportives, la retransmissió per a tot l'estat dels Campionats Mundials de d'hoquei sobre patins celebrats a Barcelona al juny de 1951, i que va guanyar l'equip espanyol.
També va presentar programes als primers anys de TVE des dels estudis de Miramar, com ara el concurs X-0 da dinero (1959) o els infantils Fiesta con nosotros (1962-1965) i Dia de Fiesta (1966-1969), ambdós amb l'artista de marionetes Herta Frankel.
Un altre àmbit de la seva activitat professional va ser les relacions públiques, on va ser un dels pioners a Espanya. L'any 1960 va participar en la creació de la primera agència de relacions públiques a Espanya, que dirigia Joaquin Maestre, i va col·laborar en ella molts anys.
Va dirigir durant 25 anys, des del seu inici l'any 1955, la Campanya de Protecció Ocular, avui anomenada Visión y Vida, una genuïna acció de relacions públiques del sector òptic, possiblement la primera d'aquest tipus que es realitzava a Espanya.
Després de la seva jubilació, essent sotsdirector dels serveis econòmics, administratius i de personal de RTVE a Catalunya, va dirigir d'associació Àmbit d'investigació i difusió Maria Corral, que promou la investigació i difusió de temes d'interès humanista, del 1984 al 1989. També va ser vicepresident de la Fundació Missatge Humà i Cristià, que va impulsar Ràdio Estel.
En la darrera etapa de la seva vida, va acceptar la invitació del president de la Generalitat, Jordi Pujol, de presentar-se a la llista de CiU com a independent, a les eleccions al Parlament de Catalunya de 1999, on va ser elegit diputat. Ha estat membre de la Comissió de Control Parlamentari de l'Actuació de la Corporació Catalana de Ràdio i Televisió i de les Empreses Filials. Va morir el 30 de gener de 2002, abans d'acabar la legislatura.

## Reconeixements
- Medalla del President Macià[3][2]
- Medalla de Forjador de l’Esport (concedida per la Generalitat) el 1997[1][3]
- Medalla d’Argent de la Creu Roja[3][2]
- Tres Premi Ondas: el 1954, per la seva actuació com a locutor en els campionats d'hoquei, el 1955 per la Campanya Benèfica i el 1999 per la seva llarga dedicació a la ràdio.[3]
- El Sant Pare li havia concedit l’ingrés a l’Orde de Sant Sebastià Papa el 1998, juntament amb la seva esposa Anna Reixach[3][2][1]